# Стів Джобс

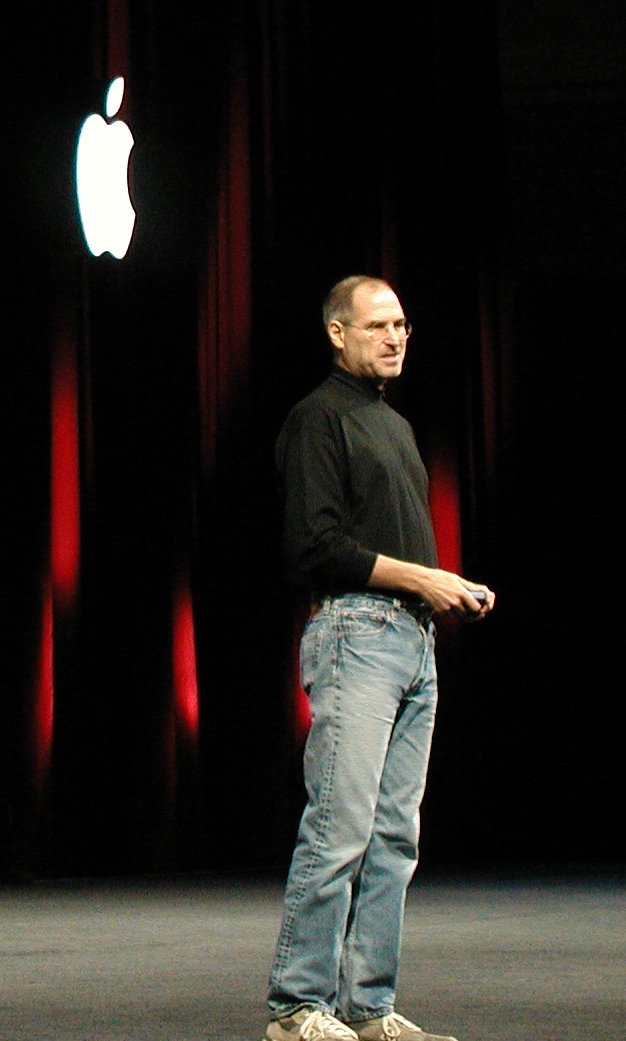
Стів Джобс в 2005 році

Сті́вен Пол Джобс (англ. Steven Paul Jobs, Steve Jobs; 24 лютого 1955, Сан-Франциско, Каліфорнія, США — 5 жовтня 2011, Пало-Альто, Санта-Клара, Каліфорнія, США) — американський підприємець, бізнесмен, промисловий дизайнер і винахідник.
Був засновником, членом ради директорів і CEO (генеральним директором) корпорації Apple Inc. Джобс також раніше обіймав посаду CEO компанії Pixar Animation Studios; в 2006 році The Walt Disney Company придбав Pixar і Джобс став членом ради директорів Disney. 1995 року в мультфільмі «Історія іграшок» він був зазначений як виконавчий продюсер.
Наприкінці 1970-х Джобс зі співзасновником компанії Apple Стівом Возняком створили один з перших комерційно успішних персональних комп'ютерів. На початку 1980-х Джобс був одним з перших, хто побачив потенціал керованого мишкою графічного інтерфейсу користувача, що призвело до створення Macintosh.
Втративши владу в боротьбі з радою директорів 1985 року, Джобс був звільнений з Apple і організував NeXT, яка спеціалізувалася на ринках бізнесу та вищої освіти. 1996 року Apple придбала NeXT, а Джобс повернувся в компанію, яку співзаснував, обійнявши посаду CEO, на якій працював з 1997 по 2011 роки. У журналі «Fortune» Стів Джобс був названий найвпливовішим підприємцем 2007 і потрапив до списку топ-менеджерів 2009.
1986 року Стів купив у Lucasfilm студію комп'ютерної графіки The Graphics Group, пізніше перейменовану в «Pixar». Він був її генеральним директором і основним акціонером до придбання її «The Walt Disney Company» 2006 року. До кінця свого життя Джобс був акціонером та членом ради директорів «The Walt Disney Company».
Після його смерті, 24 жовтня 2011 року вийшла його біографія «Стів Джобс».

## Біографія
Стівен Пол Джобс народився 24 лютого 1955 року в Сан-Франциско, штат Каліфорнія в родині Абдульфатах Джандалі та 17-річної студентки Джоанн Шибл. Одразу після народження Стів був відданий на усиновлення Полом та Кларою Джобс. Клара працювала в бухгалтерській фірмі, а Пол Джобс був механіком у компанії, що виробляла лазерні установки. Коли Джобсу було п'ять, сім'я переїхала у містечко Маунтин-В'ю, розташоване у самому центрі Кремнієвої долини.
Одного разу 12-річний Стів зателефонував голові компанії Hewlett-Packard Вільямові Г'юлету і попросив деталі, що були необхідні йому для складання якогось приладу. Поспілкувавшись з хлопчиком, Вільям вислав йому все необхідне і запросив у свою фірму попрацювати на канікулах. Під час роботи в Hewlett-Packard Джобс познайомився зі Стівом Возняком.
Закінчивши середню школу 1972 року, Стівен Джобс вступив до Рід-Коледж (Reed College) в Орегоні, але вже за 6 місяців покинув навчання. Юний Джобс продовжував жити в гуртожитку в кімнатах своїх друзів, бо не мав іншого житла. Займався на курсах каліграфії, що в майбутньому назвав основою для створення красивих фірмових шрифтів Apple. Щоб якось прожити, він здавав пляшки й ходив на безкоштовні недільні обіди до кришнаїтського храму.
Разом з друзями Стівом Возняком і Джоном Дрейпером займалися збором «Blue Box»'ів — засобів для «зламування» телефонів.
У 1975 році разом із другом із Рід-Коледжу (і, пізніше, першим співробітником Apple) Даніелем Коттке у пошуках духовного просвітлення поїхав до Індії, де хотів відвідати вайшнавського гуру Німу Каролі Бабу в його ашрамі у Вріндавані. Із Індії Джобс повернувся буддистом із поголеною головою і у традиційному індійському одязі. Протягом цього часу Джобс експериментував із психоделіками, назвавши свій досвід з ЛСД «однією із двох чи трьох найважливіших речей, які він робив у своєму житті».
У 20-річному віці — 1 квітня 1976 року — разом зі Стівом Возняком заснував компанію Apple Computer, яка займалася виробництвом комп'ютерів власної конструкції. Офіційно компанія була зареєстрована на початку 1977 року. Автором більшості розробок був Возняк, тоді як Джобс виступав маркетологом. Компанія Apple була створена в гаражі, на прикладі багатьох американських комп'ютерних компаній того часу, що намагалися протистояти комп'ютерному гіганту IBM. Стів Джобс був керівником компанії та її менеджером, у той час як Возняк був конструктором першого персонального комп'ютера. Через десять років після заснування, Apple стала одним із лідерів ринку персональних комп'ютерів, оцінювалася в 2 млрд доларів США та нараховувала 4000 працівників.
Джобс став виконавчим директором Apple в 1981 році. Протягом багатьох років він не обіймав жодної керівної посади в компанії, хоча мав у своїх руках усю повноту влади. Прибуток Джобса тоді становив 486 млн доларів США. 24 січня 1984 року на щорічному зібранні акціонерів Apple емоційний Джобс представив аудиторії Macintosh, який став першим комерційно-успішним комп'ютером з графічним інтерфейсом користувача.
Але вже 1985 року Стів Джобс не витримав усунення його від проєктів радою директорів Apple Computer і звільнився з компанії. Того ж року він заснував компанію NeXT, що спеціалізувалась в сфері створення апаратного забезпечення і робочих станцій. 1986 року взявши за основу викуплений у режисера «Зоряних війн» Джорджа Лукаса підрозділ його кіноімперії, Джобс із колегами заснував анімаційну студію Pixar. Компанія Pixar створила перший у світі комп'ютерний анімаційний фільм: Історія іграшок і на сьогодні є однією з найуспішніших анімаційних студій світу. 2006 року Джобс продав компанію студії Walt Disney, але залишився в раді директорів Pixar і одночасно став найбагатшою фізичною особою — акціонером Disney, отримавши в своє розпорядження 7 відсотків акцій студії.
1996 року Apple купила компанію NeXT, тому Стів Джобс у 1997 році повернувся до Apple. 2000 року Стів Джобс стає повноцінним виконавчим директором.
2001 року Джобс представив перший плеєр iPod. Через кілька років продаж iPod стає основним джерелом доходу компанії. Під керівництвом Джобса Apple суттєво зміцнила свої позиції на ринку персональних комп'ютерів. 2006 року компанія представила мережевий мультимедійний плеєр Apple TV, 2007 року почалися продажі мобільного телефону iPhone, 2008 року Стів продемонстрував найтонший ноутбук у світі, що має назву MacBook Air.

## Хвороба та смерть
2004 року лікарі виявили у Стіва Джобса рак підшлункової залози й прогнозували лише кілька тижнів життя, але виявилося, що в нього рідкісний різновид раку, який може бути вилікуваним. Стіву вчасно зробили операцію, й він продовжив працювати в компанії Apple. У квітні 2009 року Джобс переніс пересадку печінки.
З січня 2011 року він перебував у безстроковій відпустці за станом здоров'я, проте незмінно представляв публіці нові продукти своєї компанії. У серпні 2011 року Стів Джобс заявив про те, що йде з поста генерального директора компанії.
5 жовтня 2011 року, після тривалої хвороби, у віці 56 років співзасновник корпорації Apple Стів Джобс пішов з життя. Співчуття та сум з приводу його смерті того ж дня публічно озвучили президент США Барак Обама з дружиною, засновник Майкрософт Білл Гейтс, засновник Фейсбук Марк Цукерберг, засновники Гугл Сергій Брін та інші.
Стіва поховали в п'ятницю, 7 жовтня, а ЗМІ повідомили, що церемонія пройшла дуже скромно.. Джобс похований на кладовищі Альта-Меса — неконфесійному кладовищі. Пізніше Департамент з охорони здоров'я округу Сант-Клара повідомив, що причиною його смерті стала метастатична нейроендокринна пухлина підшлункової залози. Також у департаменті сказали, що розтин не проводили.

## Зображування у літературі та кіно
- Стів Джобс став одним з героїв художнього фільму «Пірати силіконової долини» (1999).
- Незадовго після його смерті була видана книга «Стів Джобс» — перша та єдина офіційна біографія Стіва Джобса, авторства Волтера Айзексона.[21] У 2015 році вийшла екранізація книги, режисером якої став Денні Бойл, сценаристом Аарон Соркін (знаний за фільмом «Соціальна мережа» (2010)). Роль Джобса зіграв Майкл Фассбендер.
- Паралельно в 2013 році вийшов ще один фільм «Джобс» компанії Open Road Films. Тут головну роль зіграв Ештон Кучер.
- В 2012 році вийшла документальна стрічка «Стів Джобс. Втрачене інтерв'ю», яка вміщає інтерв'ю Стіва, яке він дав 1995 року.

## Погляди на життя
Юнацькі роки Стів провів у пошуках сенсу життя та просвітлення, він займався Махариши йогою під час подорожей Індією. Певний час уживав наркотики, такі як марихуана, ЛСД та деякі інші психотропні речовини. Вдавався до постів та вегетаріанства.
Стів Джобс не був винахідником й конструктором першого персонального комп'ютера Apple, його створив Стів Возняк. Але Стів Джобс привів ідею ПК в життя. Якби Стів не доклав усієї своєї енергії задля комерціалізації проєкту Apple I, він мав великі шанси провалитися.

### Цитати

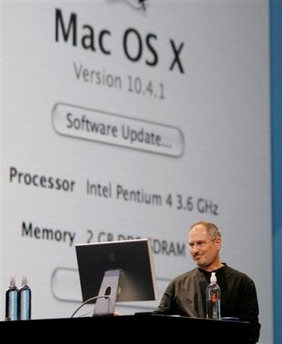
Стів Джобс, 2005 рік

- «Останні 33 роки я щоранку дивився в дзеркало і питав себе: „Якщо сьогодні буде останнім днем в моєму житті, чи буду я робити те, що запланував на сьогодні?…Пам'ять про те, що ти помреш — це найкращий відомий спосіб аби уникнути самообману: ніби тобі є що втрачати. Ви і так нічого не маєте. Немає жодної причини не йти за покликом серця“ (Виступ перед випускниками Стенфорда, 2005 рік)
- „У мене не було своєї кімнати, я спав на підлозі у друзів, здавав пляшки з-під коли за 5 центів, щоб купити їжу, і щонеділі йшов 7 миль пішки, щоб раз на тиждень добре повечеряти в храмі кришнаїтів. Це було чудово!“ (з виступу перед випускниками Стенфорда, 2005 рік)
- „Залишайтесь голодними, залишайтесь безрозсудними“ (з виступу перед випускниками Стенфорда, 2005 рік)
- „Головною причиною, чому люди будуть купувати собі додому комп'ютер, стане можливість бути пов'язаними з національною комунікаційною мережею. Ми зараз на самому початку цього етапу, але це буде справжній прорив. Приблизно такий, як поява телефону“ (Playboy, 1985 рік)
- „Краще бути піратом, ніж служити у флоті“ (З книги Odyssey: Pepsi to Apple, 1982 рік)
- „Якщо з якоїсь причини ми оступимося, зробимо кілька непоправних помилок і програємо конкуренцію IBM і Microsoft … Тоді для всієї комп'ютерної індустрії настануть темні часи“ (З книги Steve Jobs: The Journey is the Reward, 1984 рік)
- „Він (комп'ютер) виконує дуже прості інструкції — візьми число, додай його до іншого числа, порівняй результат з третім, але він виконує їх зі швидкістю 1 000 000 в секунду. А на швидкості 1 000 000 в секунду результат вже здається чарами“ (Playboy, 1985)
- „Ви хочете все життя продавати підсолоджену воду чи хочете піти зі мною і спробувати змінити світ?“ (Президенту PepsiCo Джону Скаллі, переманюючи його на пост генерального директора Apple, 1983 рік. Через два роки Скаллі доб'ється звільнення Джобса з Apple)
- „Джон Скаллі зруйнував Apple, наповнивши свідомість співробітників компанії хибними цінностями. Він замінив людей з правильними принципами на людей з неправильними. І разом вони заробляли десятки мільйонів доларів, піклуючись про власну славу і благополуччя більше, ніж про Apple і, найголовніше, користувачів її продукції“ (виступ у Смітсонівському інституті, 1995 рік)
- „Мене неначе вдарили в живіт і вибили з мене душу. Мені всього тридцять, і я хочу продовжувати створювати речі. Я знаю, що я можу створити як мінімум ще один великий комп'ютер. Але Apple не дасть мені такого шансу“ (Playboy, 1987 рік)
- „У мене є план, як врятувати Apple. Ідеальні продукти й ідеальна стратегія, яка підійде компанії. Але ніхто там не буде мене слухати“ (Fortune, 1995 рік)
- „Озираючись назад, можу сказати, що моє звільнення з Apple стало найкращою подією в моєму житті. Я позбувся багажу успішної людини і знову знайшов легкість і сумніви новачка. Це звільнило мене і ознаменувало початок мого найбільш творчого періоду“» (з виступу перед випускниками Стенфорда, 2005 рік)
- «Проблема Microsoft в тому, що у них немає смаку. Взагалі ніякого. Вони не думають творчо. У їхніх продуктів немає культури» « (Triumph of The Nerds, 1996 рік)
- „Я бажаю йому всього найкращого, правда. Я просто думаю, що він і Microsoft — це все дуже вузьколобо. Йому пішло б на користь, якби в молодості він спробував ЛСД або пожив з хіпі“ (Про Білла Гейтса, The New York Times, 1997 рік)
- „Творчість — це просто створення зв'язків між речами. Коли творчих людей питають, як вони щось зробили, вони відчувають себе трохи винними, тому що вони не зробили нічого насправді, а просто помітили. Це стає їм зрозуміло з часом. Вони змогли зв'язати різні шматочки свого досвіду і синтезувати щось нове. Це відбувається тому, що вони пережили й побачили більше, ніж інші, або тому, що вони більше про це думають“ (Wired, 1996 рік)
- „Коли ти молодий і дивишся телевізор, то думаєш, що телекомпанії змовилися і хочуть зробити людей тупими. Але потім ти дорослішаєш і приходить розуміння: люди самі цього хочуть. І ця думка лякає набагато більше. Змова — це не страшно. Ти можеш пристрелити виродків, почати революцію! Але немає ніякої змови, телекомпанії просто задовольняють попит. На жаль, це правда“ (Wired, 1996 рік)
- „Дуже важко створити продукт, користуючись фокус-групами. Часто люди не знають, чого хочуть, поки їм цього не покажеш“ (BusinessWeek, 1998 рік)
- „Ми зробили значки на екрані такими красивими, що вам захочеться їх лизнути“ (Про Mac OS X, Fortune, 2000 рік)
- »«Не будь злим» — це повна нісенітниця" (Про корпоративне гасло Google «Don't be evil», 2010 рік)
- «Я не хочу бути найбагатшою людиною на кладовищі» (The Wall Street Journal, 1993 рік)
- «Проблема в тому, що я став старшим і зрозумів, що технологічні новинки не здатні дійсно змінити світ. Вибачте, але це правда. Це розуміння приходить з появою дітей. Ти народжуєшся, старієш, а потім вмираєш. І так відбувається вже дуже багато років. І ніщо це не змінить» (Wired, 1996 рік)
- «Я впевнений, що найсвітліші дні й інноваційні винаходи Apple ще попереду» (Послання співробітникам Apple від 24 серпня 2011 р.)
- «Коли учень творить, він навчається. Учитель же буде в епіцентрі цього всього. Хто думає інакше, у того ніколи не було гарного вчителя. Я б продав усі свої технології за зустріч з Сократом» (Стів Джобс для The Newsweek, Клас майбутнього, 28 жовтня 2001 р.[22])

## Сім'я
- Джоан Керол Шібле / Сімпсон (англ. Joanne Carole Schieble) — рідна мати.
- Абдулфаттах Джон Джандалі (англ. Abdulfattah John Jandali) — рідний батько, народився 1932 року в Сирії, іммігрував 1952 року до США, працював професором політичних наук у Сан-Франциско.
- Клара Джобс — прийомна мати (до шлюбу — Акопян, англ. Hagopian), народилася в Нью-Джерсі, працювала секретаркою у школі.
- Пол Джобс — прийомний батько, народився у Вісконсині, працював механіком у компанії з виробництва лазерів.
- Петті Джобс — прийомна сестра.
- Мона Сімпсон (англ. Mona Simpson) — рідна сестра. Авторка низки новел, у тому числі «Де завгодно, тільки не тут», за якою 1999 року вийшов однойменний фільм «Де завгодно, тільки не тут» (англ. Anywhere but Here). Одружена зі сценаристом і продюсером Сімпсонів на ім'я Річард Аппел (англ. Richard Appel).

Мав чотирьох дітей. Перша дочка — Ліса Бреннан-Джобс (англ. Lisa Brennan-Jobs) (нар. 17.05.1978) від Кріс-Енн Бреннан, з якою він ніколи не був одружений.
18 березня 1991 року Стів Джобс одружився з на 9 років молодшою Лоуренс Пауелл (англ. Laurene Powell). Вона народила трьох дітей — Рід Джобс (нар. 22.09.1991) — син; Ерін Сієна Джобс (нар. 19.08.1995) — дочка; Іві Джобс (нар. 05.1998) — дочка.

## Цікаві факти
- Стів водив автомобіль (Mercedes SL55 AMG) без номерних знаків і паркувався на місцях для інвалідів (утім після перенесеної 2009 року операції з пересадки печінки він став мати на це право). Ходили чутки, що Стів використовував штрих-код замість знаків.
- Останні роки життя на публічних заходах зазвичай вдягався однаково — чорна водолазка, джинси Levi's (модель 501) і кросівки New Balance (моделі 991 і 992).
- Річна зарплата Джобса після повернення в Apple становила 1 долар США[23]
- В день його смерті багато сайтів IT-спільноти трохи змінили свій дизайн — додавали посилання на його біографію, вставляли в інтерфейс його цитати.
- На початку серпня 2011 року в іноземній пресі викликала велике обурення викрадена Раїсою Богатирьовою промова Стіва Джобса.[24] 28 червня 2011 р., під час виступу перед випускниками Києво-Могилянській академії чиновниця використала цілі шматки з промови Джобса перед випускниками Стенфорду у 2005 році.[25]

## Вшанування пам'яті

### Україна
- 5 жовтня 2012 року, у першу річницю смерті Стіва Джобса, йому було відкрито пам'ятник в Одесі.[26]
- 26 грудня 2022 року у місті Ізюм вулицю Володимира Висоцького перейменували на вулицю Стіва Джобса.[27]

### Угорщина
- 21 грудня 2011 року у місті Будапешт був відкритий перший у світі пам'ятник Стіву Джобсу.

### Бразилія
- У 2012 році у місті Жундіаї з'явилася Вулиця Стіва Джобса.[28]

### У кінематографі
- Джобс — фільм 2013 року.
- Стів Джобс — фільм 2015 року. З Майклом Фассбендером у головній ролі.